# جاكوب أوجستر (طبيب)
جاكوب أوجستر ( ولد 20 أغسطس 1891 في هوندويل، توفي في 17 فبراير 1974 في موري باي برن ) كان طبيبًا سويسريًا وأستاذًا للطب الجيولوجي والنظافة العامة. حصل على الماجستير مع حصوله علي جائزة العلوم السويسرية مارسيل بينويست في عام 1935 لعمله في الإصابة بتضخم الغدة الدرقية المتوطن.

## الأبحاث المنشورة
- مسألة وراثة تضخم الغدة الدرقية المتوطن: دراسات وراثية حول أسباب الإصابة بتضخم الغدة الدرقية، 1934-1936
- الإشعاع الفضائي (الإشعاع الكوني) و تأثيراته البيولوجية، 1940 (بالتعاون مع فيكتور فرانز هيس)
- التأثير المظفر للأشعة الكونية (KS) في الأنسجة البشرية (البشرة)، 1963
- البحث عن حياة خارج كوكب الأرض: أساس علمي لعلم الأحياء، 1969

## المؤلفات
- Jakob Eugster بالألمانية وبالفرنسية وبالإيطالية من قاموس سويسرا التاريخي على الإنترنت.
- هيرمان أوجستر: الأستاذ المحاضر جاكوب أوجستر: 20.8.1891-17.2.1974:علم التشريح . بجامعة جامعة زيوريخ : من التقرير السنوي لجامعة زيورخ 1973/1974